# 曽世海司
曽世 海司（そぜ かいじ、10月18日 - ）は、宮城県出身の日本の俳優。所属は劇団 Studio Life。

## 経歴・人物
- 宮城県仙台市出身。宮城県仙台第二高等学校卒業。上京し早稲田大学卒業後、レコード会社「メディア・レモラス」に営業として就職するが2年で会社が解散となる。これをきっかけにかつてから憧れていた俳優を志し、1996年「劇団Studio Life」に2期生（劇団内では "junior2" と呼ばれている世代）として入団。以降劇団の看板俳優として活躍。劇団ではファンクラブイベントや制作発表の司会等も担う。所属劇団以外の客演、CM、声優、落語、トークライブ、モーションキャプチャパフォーマー、コラムニストなど多方面に活躍中。

- 本名が既存の俳優西村雅彦と同姓同名のため、芸名「曽世海児」としてデビュー。「ユージュアル・サスペクツ」の「カイザー・ソゼ」をもじったものであることをファンクラブイベント等で公表している。2007年秋に漢字表記を「曽世海児」から「曽世海司」に改名した。

- 個人活動として2011年よりトークライブ「ことのはドリップ」をおおよそ年１回のペースで開催している。高校の同級生の結婚式で再会した友人が、ライブ等ができる喫茶店(とがし喫茶)を営業していると聞き、何かしてみようという事から始まった。第3回からは地方都市での開催も挑戦している。前半は古典落語を現代版にアレンジし、スタンディングで行うカフェ落語、後半は客から貰ったキーワードを組み合わせてのフリートークが人気。

- 2013年9月7日公開のCGアニメ映画『キャプテンハーロック -SPACE PIRATE CAPTAIN HARLOCK-』でモーションキャプチャパフォーマーとしてデビュー。ひとつの作品中で声優とモーションキャプチャパフォーマーと同時に配役される事もある。

- 2023年から2024年7月31日まで株式会社スタッフ・アップ在籍

- 2024年8月1日から株式会社ドルチェスター在籍

## 出演

### 舞台（StudioLife）
- 「トーマの心臓」(原作：萩尾望都)再演 - バッカス役 (1997/3/1〜3/23)
- 「ヴェニスに死す」(原作：トーマス・マン) (1997/7/15〜7/22)
- 第2回新人公演「WHITE」再演 - 正治役 (作：倉田淳) (1997/9/17〜9/23)
- The Other Life vol.1「HAPPY FAMILIES」(原作：デボラ・ラヴィン) - サフロン役 (1997/11/26〜12/2)
- TUNE-UP LIFE「TAMAGOYAKI」(作：倉田淳) 再演 (1998/2/11〜3/1)
- 「訪問者」(原作：萩尾望都) (1998/7/1〜7/12)
- 第3回新人公演「WHITE」(作：倉田淳) - 桜子＝バオバブ役 (1998/9/23〜9/30)
- 「ヴァンパイアレジェンド」(原作：ジョゼフ・シェリダン・レ・ファニュ「カーミラ」) (1998/11/12〜11/23)
- 「トーマの心臓」(原作：萩尾望都) 再演 - オスカー役(ダブルキャスト) / バッカス役(ダブルキャスト) (1999/4/1〜4/18)
- 「死の泉」(原作：皆川博子) - ギュンター役 (1999/7/24〜8/1)
- The Other Life vol.2「THREE MEN IN A BOAT+ワン」(原作：ジェローム・K・ジェローム) - ハリス役 (1999/10/6〜10/24)
- The Other Life vol.3「桜の園」(原作：アントン・チェーホフ) - ワーリャ役 (1999/12/29〜1/12)
- 「DRACULA」(原作：ブラム・ストーカー) - ミナ・ハーカー役 / 魔女役 (2000/4/19〜5/2)
- 「黒いチューリップ」(原作：アレクサンドル・デュマ・ペール) - コルネリウス・ファン・ベルル役(ダブルキャスト) (2000/7/26〜8/13)
- 「トーマの心臓」「訪問者」【連鎖公演】 (原作：萩尾望都) - ユリスモール役(ダブルキャスト) (2000/12/7〜東京、大阪)
- The Other Life vol.4「HAPPY FAMILIES」(原作：デボラ・ラヴィン) 再演 - メリック役 (2001/3/21〜4/8)
- 「死の泉」(原作：皆川博子) 再演 - ギュンター役 (2001/5/23〜東京、大阪)
- 「Sons」(原作：三原順) - マギー役 (2001/10/3〜10/14)
- 「月の子」(原作：清水玲子) - ショナ役(ダブルキャスト) (2002/2/1〜東京、大阪)
- 「LILIES」(原作：ミシェル・マーク・ブシャルド) - ヴァリエ役(ダブルキャスト) (2002/5/2〜5/12)
- The Other Life vol.5「THREE MEN IN A BOAT+ワン」 - 播摩屋吉之介役 (2002/11/16〜12/15)
- 「トーマの心臓」(原作：萩尾望都) 再演 - オスカー役(ダブルキャスト) / バッカス役(トリプルキャスト) (2003/2/27〜東京、福岡、名古屋、大阪)
- 「OZ」(原作：樹なつみ) - リオン役 (2003/6/4〜6/18)
- 第6回新人公演「WHITE」(作：倉田淳) - 桜子＝バオバブ役(トリプルキャスト日替わりシークレット) (2003/7/25〜8/6)
- 「LILIES」(原作：ミシェル・マーク・ブシャルド) 再演 - ティリー伯爵夫人役(ダブルキャスト) (2003/9/10〜東京、大阪)
- 「MOONCHILD〜月の子〜」(原作：清水玲子) 再演 - ショナ役(ダブルキャスト) (2004/3/4〜東京、仙台、名古屋、福岡、広島、大阪)
- 「DRACULA」再演 - ドラキュラ伯爵役(ダブルキャスト) (2004/6/9〜6/27)
- 「パサジェルカ 女船客〜秘した過去が手招く旅路〜」(原作：ゾフィア・ポスムイシュ) - リーザ役 (ダブルキャスト) (2004/12/2〜12/12)
- 「OZ〜オズ〜」(原作：樹なつみ) 再演 - リオン役 (2005/3/3〜東京、新潟、名古屋、大阪、福岡、広島)
- 「メッシュ」(原作：萩尾望都) - ミロン役(ダブルキャスト) (2005/6/15〜7/4)
- 紀伊國屋書店提携公演「白夜行 第1部」(原作：東野圭吾) - 篠塚一成役 (2005/9/4〜10/1東京、10/14〜10/16大阪)
- 紀伊國屋書店提携公演「白夜行 第2部」(原作：東野圭吾) - 篠塚一成役 (2005/12/11〜2/11東京、12/13〜12/14大阪)
- 「ヴァンパイアレジェンド」再演 - ジョージ役(ダブルキャスト)「DRACULA」再演 - セワード役(ダブルキャスト)(2006/2/25〜3/12東京、新潟、仙台、九州、広島、大阪、名古屋)
- 「トーマの心臓」再演 - オスカー役(ダブルキャスト) (2006/6/3〜6/29東京、7/8〜7/9大阪)
- 「夏の夜の夢」(原作：ウィリアム・シェイクスピア) - ライサンダー役(ダブルキャスト) (2006/9/7〜10/1)
- 「銀のキス」(原作：アネット・カーティス・クラウス、翻訳：柳田利枝) - サイモン役(ダブルキャスト) (2006/12/7〜12/17)
- 「DAISY PULLS IT OFF」再演 - クレア・バーモント役 (2007/2/21〜3/11)
- 紀伊國屋書店提携公演「Romeo&Juliet」(原作：ウィリアム・シェイクスピア、翻訳：松岡和子) - マキューシオ役(ダブルキャスト) (2007/5/10〜6/5)
- 「アドルフに告ぐ」(原作：手塚治虫) - 峠草平役 (2007/12/20〜12/30)
- 「夏の夜の夢」(原作：ウィリアム・シェイクスピア) 再演 - ライサンダー役(ダブルキャスト) (2008/4/17〜5/11)
- 「マージナル」(原作：萩尾望都) - グリンジャ役他(ダブルキャスト) (2008/8/28〜9/28)
- 「死の泉」(原作：皆川博子) 再演 /「パサジェルカ」(原作：ゾフィア・ポスムイシュ) 再演【連鎖公演】- 青年フランツ役(ダブルキャスト) / リーザ役(2008/11/28〜12/14、12/19〜12/21)
- 「十二夜」(原作：ウィリアム・シェイクスピア) - オーシーノ役 (2009/10/15〜11/8東京、大阪)
- 「PANSY MAZE」(作：倉田淳) 再演 - 教師役(代役) (2009/12/9〜12/20)
- 「トーマの心臓」(原作：萩尾望都) 再演 /「訪問者」(原作：萩尾望都) 再演【連鎖公演】 - オスカー役(ダブルキャスト) / シェリー役(ダブルキャスト) (2010/2/27〜東京、仙台、名古屋)[参照元 1]
- 「じゃじゃ馬ならし」(原作：ウィリアム・シェイクスピア) - ペトルーチオ役(ダブルキャスト) (2010/7/8〜8/1)
- 「DRACULA」再演 - ドラキュラ伯爵役(ダブルキャスト) (2010/11/10〜12/5)
- 「11人いる!」(原作：萩尾望都) - バセスカ役(ダブルキャスト) (2011/2/5〜3/27)
- 「PHANTOM The untold story 〜語られざりし物語〜」 (スーザン・ケイ) - エティエンヌ・バリー役(ダブルキャスト) / ジョバンニ役(ダブルキャスト) (2011/6/9〜6/27)
- 「夏の夜の夢」(原作：ウィリアム・シェイクスピア) 再演 /「十二夜」(原作：ウィリアム・シェイクスピア) 再演 【連鎖公演】 - イジーアス役(ダブルキャスト) / オーシーノ役 (2011/10/22〜11/8東京)(2011/11/18～11/20韓国)(2011/12/3新潟)(2011/12/10東京)[参照元 2]
- 「OZ〜オズ〜」再演 （原作：樹なつみ） - 1019役 (2012/2/23〜3/12)
- 「天守物語」(原作：泉鏡花) - ススキ役 (2012/6/9〜6/24)
- 「PHANTOM 語られざりし物語 The Kiss of Christine」（原作：スーザン・ケイ） - ラウル役(ダブルキャスト)/太后役 (2012/10/6〜10/24)[参照元 3]
- 「11人いる!」再演(原作：萩尾望都) - バセスカ役(ダブルキャスト) (2013/1/10〜1/20)
- 「続・11人いる」(原作：萩尾望都) - バセスカ役(ダブルキャスト) (2013/2/28〜3/17)
- 「LILIES」再演 (原作：ミシェル・マーク・ブシャルド) - 老ビロドー役(トリプルキャスト)/リディアンヌ役(トリプルキャスト) (2013/11/20〜12/8)
- 「少年十字軍」(原作：皆川博子) - カドック役(ダブルキャスト) (2014/2/8〜3/2)
- 「トーマの心臓」(原作：萩尾望都) 再演 - ミュラー校長役 (2014/5/24〜6/22)
- 「夏の夜の夢」(原作：ウィリアム・シェイクスピア) 再演 - ライサンダー役他(ダブルキャスト) (2015/1/29〜2/15)
- 「WHITE」(作：倉田淳) 再演 - バオバブ役 (2015/5/14〜5/24)
- 「アドルフに告ぐ」(原作：手塚治虫) 再演 - 峠草平役(ダブルキャスト) (2015/7/11〜8/2)
- 「PHANTOM -THE UNTOLD STORY」(原作：スーザン・ケイ) 再演 - ラウル役 (2015/11/11〜12/7)
- 「トーマの心臓」(原作：萩尾望都) 再演 - バッカス役 (2016/2/24〜3/13)
- 「THREE MEN IN A BOAT+ワン」再演 - モンモランシー役(ダブルキャスト) (2016/5/17〜6/2)
- The Other Life vol.9「BLOOD RELATIONS〜血のつながり」(原作：シャロン・ポーロック) - ドクター・パトリック役(ダブルキャスト) / 弁護士(ダブルキャスト) (2016/9/15〜10/2)
- 「DAISY PULLS IT OFF」再演 - クレア・バーモント役(ダブルキャスト) / デイジーの母役(ダブルキャスト) / ミス・グランヴィル役(ダブルキャスト) (2016/12/1〜12/8)
- 「エッグ・スタンド」(原作：萩尾望都) - ルイーズ役(ダブルキャスト) / サガン未亡人役(ダブルキャスト) (2017/3/1〜3/20東京、3/24〜3/25大阪)[参照元 4][1][2]
- 「はみだしっ子」(原作：三原順) - レディ・ローズ役 / グレアムの叔母役 / パーティの客 (2017/10/20～11/5)[参照元 5]
- 「DRACULA」再演 - ドラキュラ伯爵役(ダブルキャスト) / ジョナサン役(ダブルキャスト) (2018/2/15〜3/3)[参照元 6][3][4][5]
- 「アンナ・カレーニナ」(原作：レフ・トルストイ) - アンナ役(ダブルキャスト) (2018/5/26～6/10)[参照元 7]
- 「Happy Families」(原作：デボラ・ラヴィン) - アラン・メイトランド役(ダブルキャスト) (2018/12/13〜12/23)[参照元 8]
- 「11人いる!」再演(原作：萩尾望都) - バセスカ役(ダブルキャスト) / グレン・グロフ役(ダブルキャスト) (2019/5/18〜6/2)[参照元 9]
- 「VANITIES」(原作：ジャック・ハイフナー) - キャシー役(2019/11/14～11/24)[参照元 10]
- 「はみだしっ子～White Labyrinths～」(原作：三原順) - ギイ・サリバン役 / 救助隊の女役 / 警部 (2020/1/8～1/19)[参照元 11]
- スタジオライフ×東映ビデオ舞台プロジェクト「死の泉」再演(原作：皆川博子) - ギュンター役 (2020/2/27〜3/15東京、大阪)[参照元 12]
- 「バタフライはフリー」(原作：レオナルド・ガーシュ) - ミセス・ベイカー役 (2020/9/20～10/4)[参照元 13]
- 「VAMPIRE LEGENDS」(原作：ジョゼフ・シェリダン・レ・ファニュ) - ジョージ役(ダブルキャスト) / ローラの父役(ダブルキャスト) (2021/5/20〜5/30)[参照元 14]
- 「ヴェニスに死す」再演(原作：トーマス・マン) - アッシェンバッハ・ダッシュ役(ダブルキャスト) / タッジオの母クラウディア役(ダブルキャスト) (2021/9/1〜9/8)[参照元 15]
- 「ぷろぐれす」(脚本・演出：倉田淳) - 三女・溝口日向子役(ダブルキャスト) / 伯母・小津安子役(ダブルキャスト) (2021/12/11〜12/19)[参照元 16]
- 「トーマの心臓」(原作：萩尾望都) 再演 - オスカー役(ダブルキャスト) /サイフリート役(ダブルキャスト) (2022/9/15〜9/25)[参照元 17]
- 「決闘」(原作：ジョン・ラザラス＆ジャ・ラザラス) - ジョエル役(ダブルキャスト) /ルイーズ役(ダブルキャスト) (2023/3/18〜3/26)[参照元 18]
- 「アドルフに告ぐ」(原作：手塚治虫) - 峠草平役 (2023/10/26〜11/1)[参照元 19]
- 「ガラスの動物園」(原作：テネシー・ウィリアムズ) - ジム・オコナー役(ダブルキャスト) (2024/3/7〜3/17)[参照元 20]
- 「アダムとイヴの日記」(原作：マーク・トウェイン) - ひとり芝居(トリプルキャスト) (2024/7/3〜7/7)[参照元 21]
- 「ヴェローナの二紳士」-(日替わりゲスト山賊２役）(2024/10/1・10/5)
- 「トーマの心臓」（2025年3月14日〜23日）- クローネ役、ブッシュ役、エリザ役、シュバルツ役、アデール役（複数キャストにて日替わり）[参照元 22][6]

### 舞台（その他）
- 王立劇場「荒波次郎」(作演出：後藤ひろひと) (2002/8/21〜東京、大阪)
- クリオネプロデュース「SLEEPLESS」(作：倉持裕、演出：板垣恭一) (2003/7/8〜7/13)
- G2プロデュース「止まれない12人」(作：後藤ひろひと) (演出：G2) （2003/12/4〜北海道、東京、福岡、大阪、広島）
- G2プロデュース「痛くなるまで目に入れろ」(作演出：G2) (2004/9/9〜東京、新潟、大阪、広島、福岡)
- ペテカン「タバコの煙とコーヒーの湯気」(2006/4/15〜4/23)
- リリパットアーミーII「夜の姉妹〜劇場編」(作演出：わかぎゑふ) (2007/7/6〜大阪、東京、福岡)
- 劇団たいしゅう小説家「ディレクション」(作演出：吉村ゆう) (2007/9/15〜9/24)
- 「タンゴモデルナVOL.7マリアの息子たち」（2007/10/20〜10/21）
- テレビ東京StudioLife銀河劇場プロデュース公演「カリフォルニア物語」(原作：吉田秋生) - インディアン役 (ダブルキャスト) (2008/2/27〜3/9)
- 平野勲人プロデュース公演「情熱の僕のパンチ」日替わりゲスト(2008/3/10)
- 音楽劇『夜と星と風の物語〜「星の王子さま」より〜』(演出：藤原新平) - 男1 （飛行士）(2008/7/26〜8/3)
- COMEDYTRAIN「サダオのサダメ」(作演出：吉村ゆう) - サダオ役 (2008/10/10〜10/15)
- ミュージカル「森は生きている」(作：サムイル・マルシャーク) (訳：湯浅芳子) (演出：安崎求) (2009/1/17〜1/22)
- フジテレビジョンStudioLife銀河劇場プロデュース「フルーツバスケット」(原作：高屋奈月) (演出：倉田淳) - 草摩はとり役 (2009/2/26〜3/8)
- 「TEACHERS〜職員室より愛を込めて〜」(作演出：吉村ゆう) （2009/7/18〜東京、大阪）
- COMEDYTRAIN「サダオのサダメ〜新たな旅路〜」(作演出：吉村ゆう) - サダオ役 (2009/8/19〜8/25)
- 玉造小劇店配給芝居vol.3「お代り」(作演出：わかぎゑふ) (2010/1/14〜大阪、東京)
- COMEDYTRAIN「サダオのサダメ」(作演出：吉村ゆう) 再演 - サダオ役 (2010/12/15〜12/19)
- 「“P”s美しき戦場の花婿」(作演出：合馬百合) (2010/5/25〜5/30)
- アトリエ・ダンカンプロデュース「ACT泉鏡花」(2010/10/1〜10/10東京、12仙台、15名古屋、17長崎、20京都、23.24金沢)
- COMEDYTRAIN「サダオのサダメ〜ベイビードンクライ」(作演出：吉村ゆう) - サダオ役 (2011/4/29〜5/5)
- 東京マハロ公演「かみさまの匂い」(作演出：矢島弘一) (2011/8/11〜8/17)
- ルドビコ公演「八犬伝ー疾風異聞録―」(演出：三浦香) (2011/9/16〜9/25) - 犬飼現八信道役
- ClioneCompilationReading「Rain men in Noei雨男たちのクリスマス〜“リコ”という名の天使〜[7]」(作演出:本田誠人) (2011/12/13〜14)
- ねねぷろじぇくと「ロミオとシラノとジュリエット」(作演出：仲代奈緒) - シラノ役 (2012/4/26〜4/30)
- 東京マハロ公演「引き出しの中のラブレター」(作演出：矢島弘一) (2012/11/17〜11/25)
- 東京ハートブレイカーズ「サイレントフェスタ」(作演出：ほさかよう) (2013/4/25〜4/29)
- 「乙女の泪」(作演出：林勇輔) (2013/8/16)
- 「「ブラックジャックによろしく」によろしく。」(作演出：小野健太郎) (2013/9/11〜16)
- 大手町ホールオープニングシリーズ「海峡の光」（原作・脚本・演出：辻仁成）- 刑務官鈴木役/甲板長役 (2014/4/11〜4/29)
- WATARoomproduce「VIVID CONTACT」(作演出：柏進・ワタルーム) - 陽子役他 (2014/10/1〜10/12)
- 第一回お茶の間サミット「世襲戦隊カゾクマン」- 兄ブルー役 (2014/12/19〜12/28)
- WATARoomproduce「VIVIDCONTACT〜The just〜」(作演出：柏進・ワタルーム) - 陽子役 (2015/1/7〜11)
- ローリング ワンダー レビュー Vol.1 新春！コント博品館「七転び八時起きの人々」(2016/1/15〜1/17)
- まほろば遊「朗読と落語のせかい」[8]【朗読】「芥川龍之介 藪の中」（2016/11/6）
- まほろば遊「朗読と落語のせかい」[9]【朗読】「星の王子様」（2017/6/10）
- 朝劇 西新宿「恋の遠心力」 - 日替わりゲスト(2017/6/28)
- プリエールプロデュース「世襲戦隊カゾクマンⅡ」- 兄ブルー役 (2017/7/21〜7/30)
- 横浜演劇鑑賞会演劇サロン「新春朗読会の夕べ」[10](2018/1/9)
- WATARoomproduce「VIVID CONTACT-again-」(作演出：柏進・ワタルーム) - 陽子役他 (2018/3/21〜3/25)
- まほろば遊「～歌と朗読でつづる恋物語～ギリシア神話の女神たち」[11]【朗読】「ナルキッソス」「ピュグマリオン」（2018/4/1）
- 亜細亜の骨×亜戯亜共同企画「同棲時代」[12] - トークゲスト (2018/8/4)
- まほろば遊「朗読と落語のせかい」[13]【朗読】「ジゴロとジゴレット」（2018/7/15）
- 升毅 presents「THE TALKING MUSIC SHOW」(2018/11/8〜11/9)
- 四獣+玉造小劇店「ワンダーガーデン」(脚本・演出：わかぎゑふ) - 日替わりゲスト(2018/11/18)
- まほろば遊「AfternoonTeaLive」[14]【朗読】「モーパッサン:首飾り」【カフェらくご】「藪入り」（2019/2/24）
- 「なごや午後らくご」【カフェらくご】「浜野矩随」（2019/3/23）
- まほろば遊「音楽と朗読のせかい」【朗読】「まなづるとダリア」「銀河鉄道の夜」「ギリシア神話」(2019/3/24)
- プリエールプロデュース「世襲戦隊カゾクマンⅢ」- 兄ブルー役 (2019/7/5〜7/17東京、8/2福岡、8/4黒崎、8/9大阪、8/11名古屋)
- エヌオーフォー「トリスケリオンの靴音」(作・演出：堤泰之) -　土門忠 (2019/9/4～9/16)
- 四獣x玉造小劇店トライアル・リーディング公演 第二弾(脚本・演出：わかぎゑふ)「ワンダーガーデン」- 特別出演(2020/10/29～11/1)
- WATARoom 2021 VIVID CONTACTシリーズ第1弾「VIVID CONTACT」(作演出：柏進) - 陽子役他 (2021/1/22〜1/24)
- WATARoom 2021 VIVID CONTACTシリーズ第2弾「VIVID CONTACT -re:born-」(作演出：柏進) - 陽子役 (2021/2/24〜2/28)
- エヌオーフォー「蜜蜂のクビレ」(作・演出：堤泰之) - 湯原奏介 (2021/11/17～11/28)
- 本多企画・オオタスセリ企画主催「劇場で遊ぼ～う！３/コントと歌と朗読と」- コントタイトル「最後の晩餐」[15](2022/2/26)
- エヌオーフォー「5 years after ver9」[16](作・演出：堤泰之) - 水川啓人 (2022/3/26～3/28)
- 東京ハイビームPresents「ベイビー ドン クライ」～サダオシリーズ5・6～　- サダオ役 (2022/5/10〜5/15)
- プリエールプロデュース「世襲戦隊カゾクマン シリーズ三部作　回替わり上演」- 兄ブルー役 (2022/11/3〜11/17東京、11/21～11/23名古屋、11/25～11/27静岡)
- オオタスセリ企画主催「スセリ☆台本劇場27」[17] - コントタイトル「目が覚めたら」(2022/12/26・12/28)
- Offbeat Studio Vol.3「俺は誰だ？」[18] - 浅井大輔役　(2022/1/25～1/29)
- オオタスセリ企画主催「スセリ☆台本劇場28」[19] - コントタイトル「賃貸の心得」(2023/6/8・6/9)
- まつもと市民芸術館・野外劇「テンペスト」(原作：ウィリアム・シェイクスピア) [20] - ナポリ王アロンゾー役 (2023/7/21〜7/23)
- ピーズラボ「ジャングルジャングル8」即興芝居[参照元 23](2023/9/23日替わり出演ソワレのみ)
- ホラーミュージカル「キッチュ&ホラー・イン・モータース」[21]（2024/10/31〜11/10）
- 「舞台 刀剣乱舞 士伝 真贋見極める眼」[22][23] - 鳥居耀蔵役（2025/7/6～8/11）

### 映画
- 「オーディション」（監督：三池崇史）（1999年）
- 「アザーライフ」（監督：赤地義洋）（2006年）
- 「グッドバイ〜嘘からはじまる人生喜劇〜」（監督：成島出）- 田島周二の部下、野口役（2020年）

### テレビ
- テレビ朝日「金髪先生」
- テレビ東京「七瀬ふたたび」（1998/4/6〜7/6にかけて放送）
- フジテレビ「ポリャンスキーの脳〜真実のSF〜」

### CM
- 日清「麺の達人」（2000年頃）
- 日立「ロータリーグランゼット」（2004年頃）
- テレビＣＭ/ジョンソン・エンド・ジョンソン「ニコレット エアタバコ篇」（2009年頃）
- MARO 3Dボリュームアップシャンプー「下敷きミュージカル」篇 （2014/9〜）
- MARO デオスカルプシャンプー＆トリートメント「ポンプミュージカル」篇 （2014/9〜）
- 【ナレーション】Combi「産まれたての頭を守る、エッグショック」 (2016/7〜)
- KDDI、沖縄セルラー「au 意識高すぎ！高杉くんシリーズお見舞い篇」細杉くん母親役[24](2018/10/1〜)

### テレビアニメ
- 新テニスの王子様（2012年1月4日 - 3月28日、テレビ東京 他） - 黒部由紀夫 役
- 超訳百人一首 うた恋い。 第9話（2012年8月27日、テレビ東京 他） - 藤原斉信 役

### 劇場アニメ
- キャプテンハーロック -SPACE PIRATE CAPTAIN HARLOCK-（2013年、東映） - 副官（声）、イソラ（モーションキャプチャー） 役

### Webアニメ
- ULTRAMAN（2019年 - 2023年、Netflix、3シーズン） - ベムラー 役（声・モーションキャプチャー）、井手光弘（モーションキャプチャー）、ジャック（モーションキャプチャー） 役[25]
- 攻殻機動隊 SAC_2045（2020年 - 2022年、Netflix、2シーズン） - ジョン・スミス（声・モーションキャプチャー）、荒巻大輔（モーションキャプチャー）、イシカワ（モーションキャプチャー） 役

### ゲーム
- 機動戦隊アイアンサーガ（2020年、ベムラー）

### 吹き替え
- ミディアム 霊能者アリソン・デュボア（2006年、WOWOW）

### ドラマCD
- BrightStar～astarisk～（2021年） - スネーク 役[26]

### 落語
- 新感覚落語「第13回YEBISU亭[27]」ゲストトークのみ (2005/4/23)
- 新感覚落語「番外編YEBISU亭[28]」- 『ちりとてちん』 (2007/8/26)
- 役者の落語会第1回「ごらく亭」のお中元[29] - 『狸の札』（2011/7/2）
- 新感覚落語「第36回YEBISU亭[30]」- 『干物箱』 (2012/3/13)
- スタジオライフイベント『夏祭り/あらいやくし落語会』[31]（2012/8/5、8/7)
- 役者の落語会第2回「ごらく亭」の夏休み - 『干物箱』『ちりとてちん』 （2012/8/9）
- 千本桜ホール「役者の落語会」[32]（2012/8/10）
- 役者の落語会第3回「ごらく亭」の夏休み2 - 『午後の保健室』『不動坊』 （2013/8/24）
- 経堂さばのゆ「前田一知・曽世海司二人会」 (2013/9/26)
- 新宿「ふく寄席」一人会 - 『ちりとてちん』『カフェ落語・井戸の茶碗』 (2013/10/25)
- 粟津演舞場「サンキュー落語」 (2014/8/16)
- 役者の落語会第4回「ごらく亭」の夏休み3 - 『宮戸川』『禁酒番屋』（2014/8/31）
- 役者の落語会第5回「ごらく亭」スペシャル - 『粗忽長屋』『明烏』 （2015/9/19）
- カゾクマン特別企画「寄席日和～赤坂の会～[33]」- 『禁酒番屋』（2015/12/23）
- 埼玉県毛呂山町「シニアの方々の為の健康増進プログラム」 - 『禁酒番屋』『お見立て』(2016/7)
- 役者の落語会第6回「ごらく亭」のピアニッシモな夏休み[34] - 主任『井戸の茶碗』 （2016/7/30）
- まほろば遊「朗読と落語のせかい」- 『粗忽長屋』（2016/11/6）
- 春風亭昇太プロデュース下北沢演芸祭2017・役者の落語会第7回「ごらく亭」冬の陣 - 『ちりとてちん』 （2017/2/5）[35]
- まほろば遊「朗読と落語のせかい」 - 『明烏』（2017/6/10）
- 経堂さばのゆ「浅田飴のまちおこし[36]」 - 『明烏』 (2017/6/16)
- カゾクマン特別企画「寄席日和～赤坂の会～[37]」- 『お見立て』（2017/7/27）
- 埼玉県毛呂山町「シニアの方々の為の健康増進プログラム」(2017/8)
- 役者の落語会第8回「ごらく亭」の夏休み[38] -『桃太郎 (落語)』 （2017/9/2）
- 第8回「まがたま寄席in仙台[39]」-『明烏』 （2017/9/17）
- club LIFE大感謝祭「あらいやくし落語会[40]」-『井戸の茶碗』 （2017/12/14）
- 「ごらく亭」ピアニッシモ[41] -『禁酒番屋』 （2018/5/13）
- まほろば遊「朗読と落語のせかい」 - 『宮戸川～お花半七馴れ初め～』（2018/7/15）
- 埼玉県毛呂山町「いきいきシニア講座」 - 『宮戸川』『お見立て』(2018/7/24)
- 役者の落語会第9回「ごらく亭」の夏休みコント赤信号スペシャル[42] -『不動坊』 （2018/8/18）
- 「なごや午後らくご」 - 『不動坊』（2019/3/23）
- カゾクマン特別企画「寄席日和～赤坂の会～[43]」- 『粗忽長屋』（2019/7/8）
- 役者の落語会第10回「ごらく亭」の夏休み[44] - 『かつぎや』（2019/9/28）
- 役者の落語会第11回「ごらく亭」の夏休み[45] - 主任『八五郎出世』（2020/8/24）
- 「曽世海司の落語の会」[46] - 『宮戸川～お花半七馴れ初め～』『柳田格之進』(2020/12/27)
- 「ごらく亭[上越文化会館]第3弾」[47] -『粗忽長屋』 （2021/4/25）
- 「曽世海司の落語の会」[46] - 『船徳』『お見立て』(2021/7/31)
- 役者の落語会第12回「ごらく亭」の夏休み[48] - 『転失気』（2021/9/24）
- 「曽世海司の落語の会」[46] (2021/12/21)
- 「曽世海司の落語の会」[46] (2022/5/20)
- 役者の落語会第13回「ごらく亭」の夏休み[49] - 『堀の内 (落語)』（2022/8/13）
- カゾクマン特別企画「寄席日和～赤坂の会～[50]」- 『明烏』（2022/11/9）
- 「曽世海司の落語の会」[46] (2022/12/21)
- 「曽世海司の落語の会」[46] (2023/2/9)
- 役者の落語会第14回「ごらく亭」の夏休み[51] - 『風呂敷』 （2023/8/6）
- 「曽世海司の落語の会」[46] (2023/8/28)
- 「曽世海司の落語の会」[46] (2023/12/21)
- 「曽世海司の落語の会」[46] (2024/3/26)
- 役者の落語会第15回「ごらく亭」の夏休み - 『牛ほめ』 （2024/8/3）
- 「曽世海司の落語の会」[46] (2024/12/25)

### 個人活動
- 【トークライブ】「ことのはドリップ1」-カフェ落語『寿限無』- 東京2011/7/12
- 【トークライブ】「ことのはドリップ2」-カフェ落語『千両蜜柑』- 東京2012/7/15、7/17 ※7/17収録分ＣＤ化あり
- 【トークライブ】「ことのはドリップ3」-カフェ落語『井戸の茶碗』- 東京2013/5/18、5/21、仙台5/25、大阪6/15、福岡7/27、名古屋7/28 ※5/21収録分ＣＤ化あり
- 【トークライブ番外】「ことのはトリップ」東京(2013/9/28、10/3)
- 【トークライブ】「ことのはドリップ4」-カフェ落語『柳田格之進』-東京 2014/9/13、9/16、大阪10/18、仙台10/25、名古屋11/1、福岡11/2 ※9/16収録分ＣＤ化あり
- 【トークライブ】「ことのはドリップ5」-カフェ落語『藪入り』- 福岡2016/3/19、大阪3/20、名古屋3/26、東京3/29、仙台4/9 ※3/29収録分ＣＤ化あり
- 【トークライブ】「ことのはドリップ6」-カフェ落語『寿限無』- 大阪2016/6/25、仙台7/2、東京7/5、福岡7/9、名古屋7/10
- 宮城復興バスツアー主催[52](2016/7/3）
- 【トークライブ】「ことのはドリップ7」-カフェ落語『火事息子』- 東京2017/5/23、仙台5/27、福岡6/3、大阪6/4、名古屋6/11
- 【トークライブ番外】「ことのはカルテット in SENDAI[53]」仙台(2017/9/8)
- 宮城復興バスツアー主催[53](2017/9/9）
- 【トークライブ】「ことのはドリップ8」-カフェ落語『百年目』- 東京2018/6/23、6/26、仙台6/30、福岡7/7、大阪7/8、名古屋7/14
- 【トークライブ】「ことのはドリップ9」-カフェ落語『浜野矩随』- 福岡2019/2/2、大阪2/3、仙台2/9、東京2/11、2/13、名古屋2/23
- 【トークライブ】「ことのはドリップ10」-カフェ落語『佃祭』- 仙台2020/7/25、東京7/29(2回)、8/1、名古屋8/2、福岡8/9、大阪8/10
- 【トークライブ】「ことのはサラダ」-カフェ落語『元犬』- 東京2021/6/27(2回)、6/29、仙台7/3、名古屋7/17、福岡7/23、大阪7/24
- 【トークライブ】「ことのはドリップ12」-カフェ落語『駒長』- 東京2022/7/10(2回)、7/12、仙台7/17、大阪7/23、名古屋7/24、福岡7/30
- 【トークライブ】「ことのはドリップ13」-カフェ落語『水屋の富』- 東京2023/5/7(2回)、5/9(2回)、福岡5/13、仙台5/20、名古屋5/27、大阪5/28、
- 【トークライブ】「ことのはドリップ13.5 in OSAKA」-カフェ落語『寿限無』- 大阪Bodaiju Cafe - 2024/1/27
- 【トークライブ番外】「ことのはスイーツごゆるりと♪」-大阪Bodaiju Cafe - 2024/1/28
- 【トークライブ】「ことのはドリップ14」- 東京2024/5/12(2回)、5/4(2回)、名古屋5/18、大阪5/19、仙台5/25、福岡6/1、
- 【トークライブ】「ことのはドリップ15」- 東京2025/4/5、4/6(2回)、名古屋4/11、4/12、大阪4/13、福岡4/19、仙台4/26

### その他
- 【コラム】Confetti「曽世海司 The 10th Sense」[54] (2007/3/1〜6/1)
- 【WEBラジオ】FM世田谷 世田谷的演劇案内『シアターF』 井戸端ラジオパーソナリティ[55] (2008年〜2009年)
- 【コラム】海外ドラマNAVI [56] (2009/12/21)
- 【コラム】海外ドラマNAVI インタビュー＜前編・後編＞[57] (2013/1/9)
- 【雑誌】「日経エンタテイメント！SMASH ミュージカル＆ブロードウエイガイド」インタビュー(2013/5/14発行)
- 【生配信】AmebaStudio Reading Room～アメスタ朗読劇シリーズ～「5 years after」[58](2014/3/21)
- 【ナビゲーター】村井邦彦作品発表コンサート「a concert of Kuni Murai songs」曲紹介 - ルパン役 (2014/5/14)
- 【インタビュー】アイデアニュース インタビュー＜前編・後編＞[59] (2017/5/1)
- 森山栄治＆柏進「だめおたちの夜・マリカ＆モリカスーパーライブ」- ゲスト出演（１曲） (2018/3/18)
- 山本芳樹「Y’s Live vol.3」- ゲスト出演(2018/9/9)
- 【WEBラジオ】MID-FM ブックカフェまほろば遊と曽世海司の「音楽と朗読のせかい」[60]　- 作品『藪の中・ジゴロとジゴレット・首飾り・三人の太った女・おきなぐさ・賢者の贈り物・幸福の王子 』(2019/7/23〜2020/1/28)
- 山本芳樹「Y’s Live vol.5」- ゲスト出演(2020/2/9)
- 【TwitCasting（ツイキャス）プレミア配信LIVE】「Escargot」- 作品『よだかの星』『沼地』[61](2020/11/7)
- ピーズラボ「ジャングルジャングル3」配信イベント/即興芝居[62](2021/6/6)
- ピーズラボ「ジャングルジャングル4」配信イベント/即興芝居[63](2021/7/9)
- 山本芳樹「Y’s Live vol.8」- ゲスト出演(2021/7/11)
- WATAフェス2021「TOPPA!!」 (2021/12/30)
- 【オンラインツアー】カンフェティの旅「曽世海司の山形酒田オンラインツアー ～山本芳樹と共に～」(2021/10/17)
- ピーズラボ「ジャングルジャングル7」配信イベント/即興芝居[参照元 24](2022/5/27、28)
- 【書籍】「曽世海司物語」第100 話到達記念BOOK『語るように書き　喋るように紡いだ　100通の手紙』(2023/2)
- ピーズラボ「ジャングルジャングル8」配信イベント/即興芝居[参照元 25](2023/7/26)
- 【ラジオ】FM世田谷「劇ナビ!!」(2023/12/19)
- 山本芳樹「Y's Bar」スペシャル企画シンフォニークルーズ - ゲスト出演(2024/1/20)
- WATARoom✕DIRT1600 TALK LIVE 第3戦 - ゲスト出演(2024/3/23)
- 【ラジオ】「SALUS all in one」秋本奈緒美代打(2024/3/25)
- 【ラジオ】FM世田谷「劇ナビ!!」(2024/7/3)[64]

## 参照元
1. ↑  スタジオライフ公式『トーマの心臓』『訪問者』2010
2. ↑  スタジオライフ公式『夏の夜の夢・十二夜』
3. ↑  スタジオライフ公式『PHANTOM 語られざりし物語 The Kiss of Christine』2012
4. ↑  スタジオライフ公式『エッグスタンド』2017
5. ↑  スタジオライフ公式『はみだしっ子』2017
6. ↑  スタジオライフ公式『DRACULA〜The Point of No Return〜』
7. ↑  スタジオライフ公式『アンナ・カレーニナ』
8. ↑  スタジオライフ公式『Happy Families』
9. ↑  スタジオライフ公式『音楽劇11人いる！』
10. ↑  スタジオライフ公式『VANITIES』
11. ↑  スタジオライフ公式『はみだしっ子～White Labyrinths～』2020
12. ↑  スタジオライフ公式『死の泉』2020
13. ↑  スタジオライフ公式『バタフライはフリー』
14. ↑  スタジオライフ公式『VAMPIRE LEGENDS』
15. ↑  スタジオライフ公式『ヴェニスに死す』
16. ↑  スタジオライフ公式『ぷろぐれす』2021年
17. ↑  スタジオライフ公式『トーマの心臓』2022
18. ↑  スタジオライフ公式『決闘』2023
19. ↑  スタジオライフ公式『アドルフに告ぐ』2023
20. ↑  スタジオライフ公式『ガラスの動物園ぐ』2024
21. ↑  スタジオライフ公式『アダムとイヴの日記』2024年
22. ↑  スタジオライフ公式『トーマの心臓』2025年
23. ↑  ピーズラボ「ジャングルジャングル9
24. ↑  ピーズラボ「ジャングルジャングル7
25. ↑  ピーズラボ「ジャングルジャングル8